# Emléktáblák Dunaalmáson
Dunaalmás szócikkhez kapcsolódó képgaléria, mely helyi, országos vagy nemzetközi hírű személyekkel, valamint épületekkel, műtárgyakkal, helynevekkel és eseményekkel összefüggő emléktáblákat tartalmaz.

## Emléktáblák

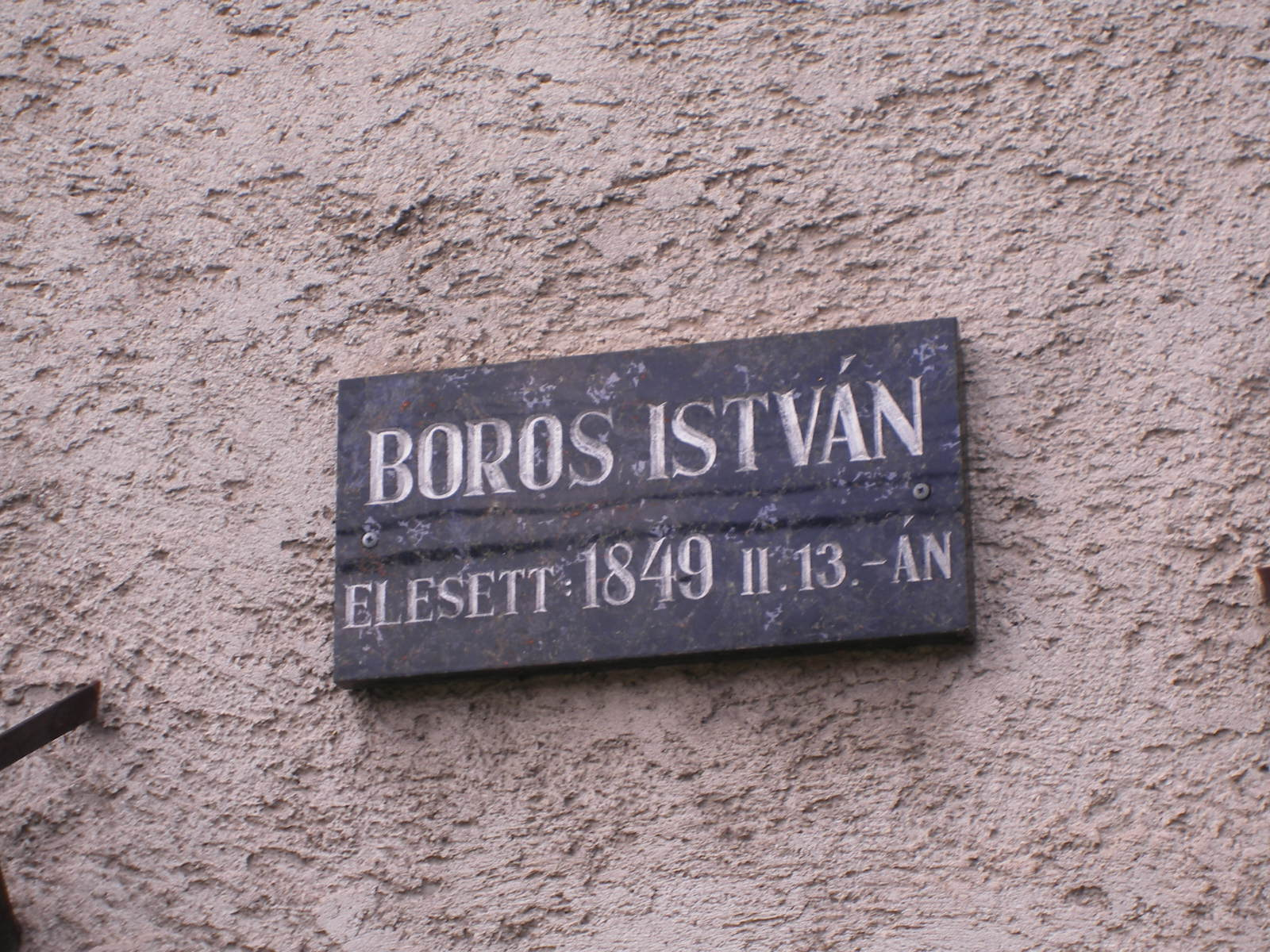
Boros István, ?
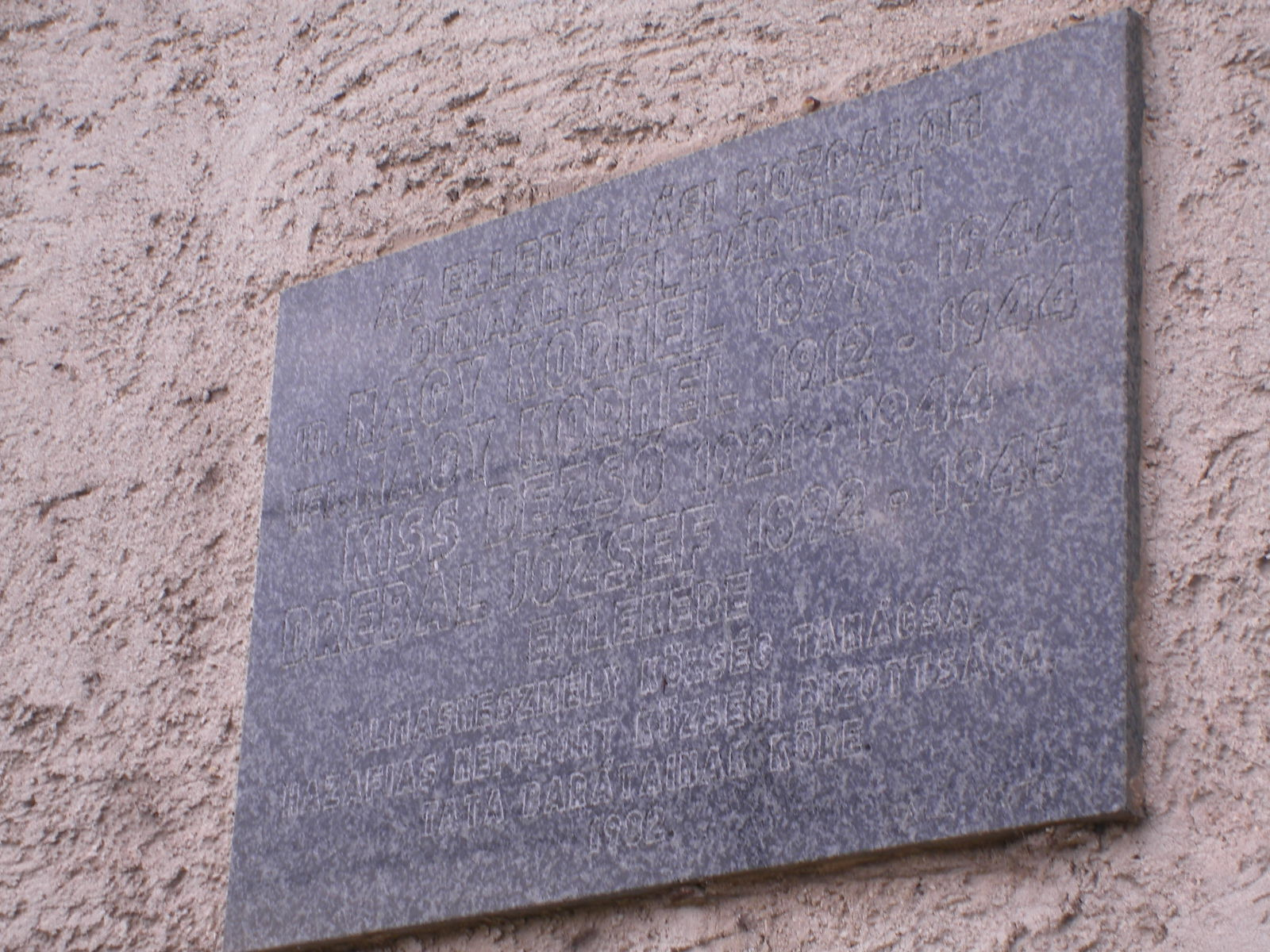
ellenállási mozgalom résztvevői, ?
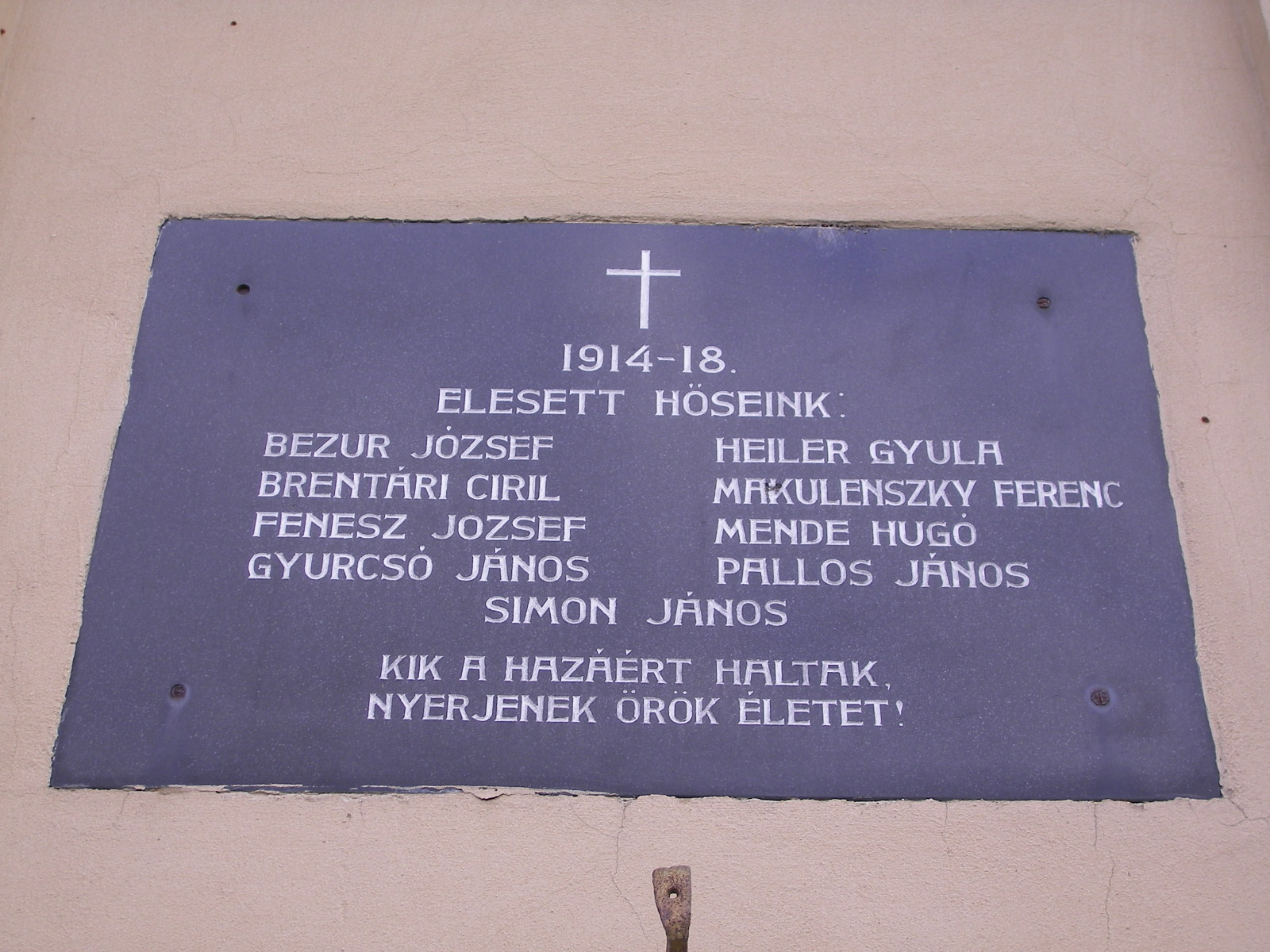
első világháború áldozatai, Almási utca 143.
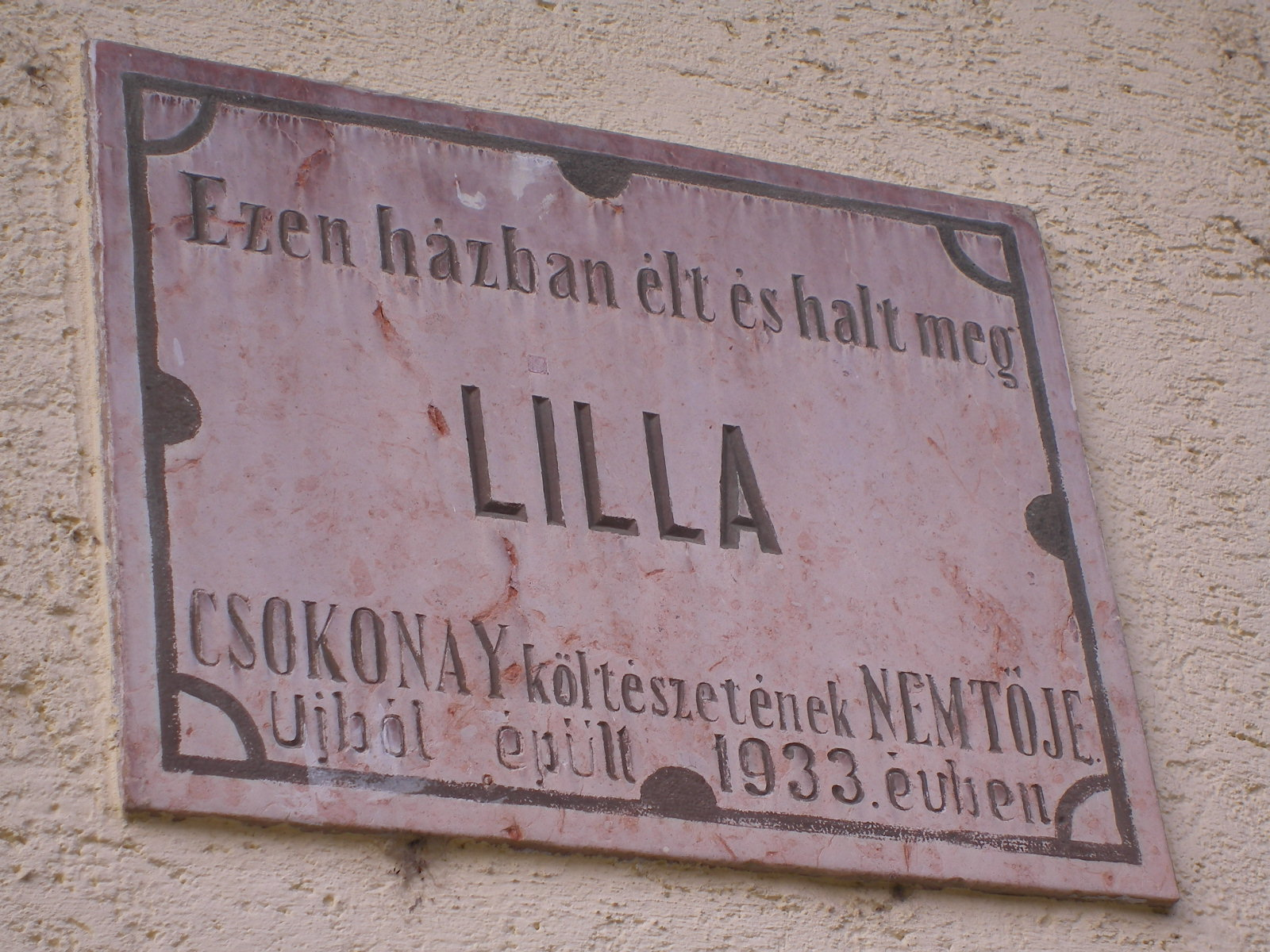
Lilla, Almási utca 86.
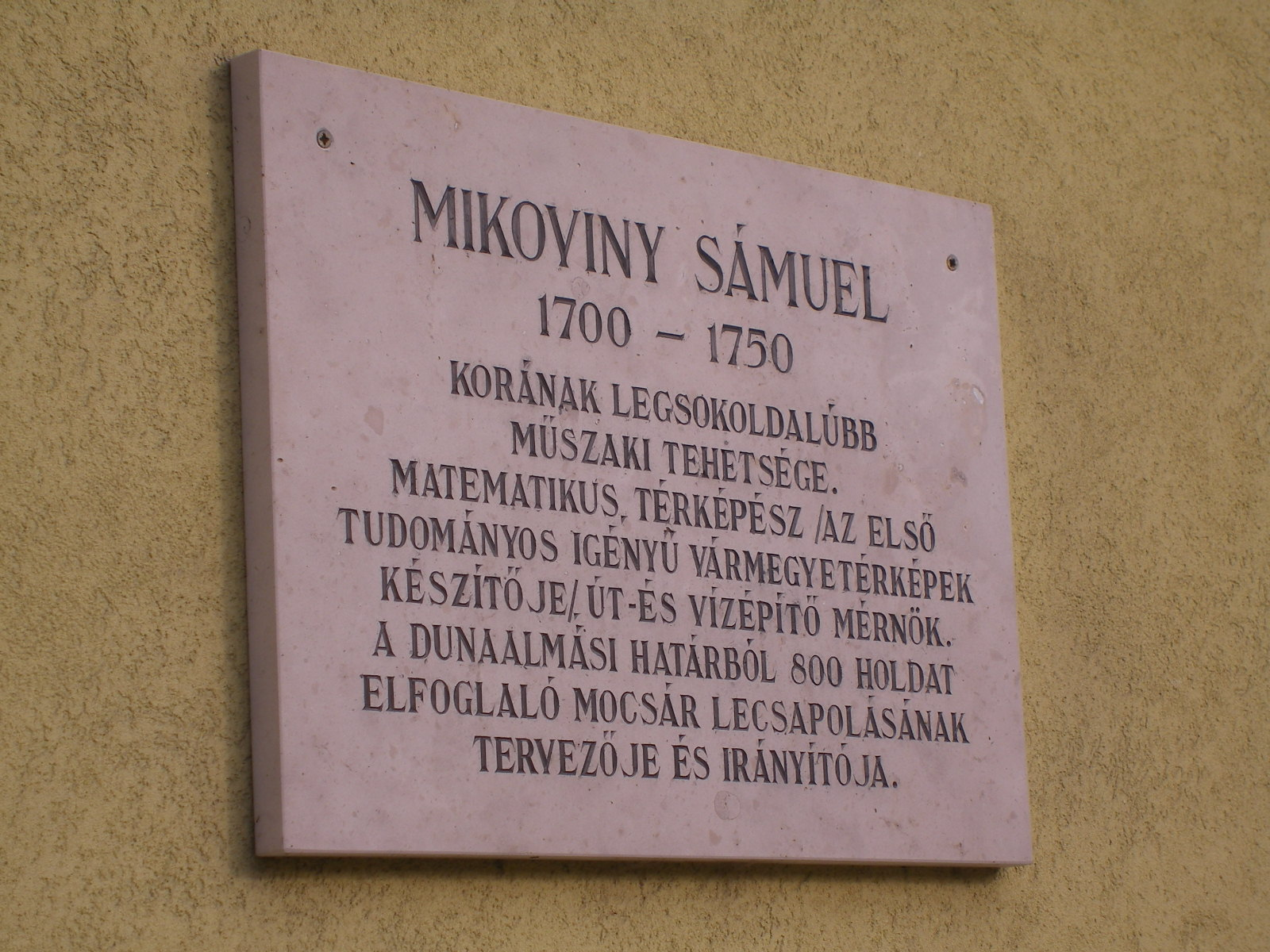
Mikoviny Sámuel, ?
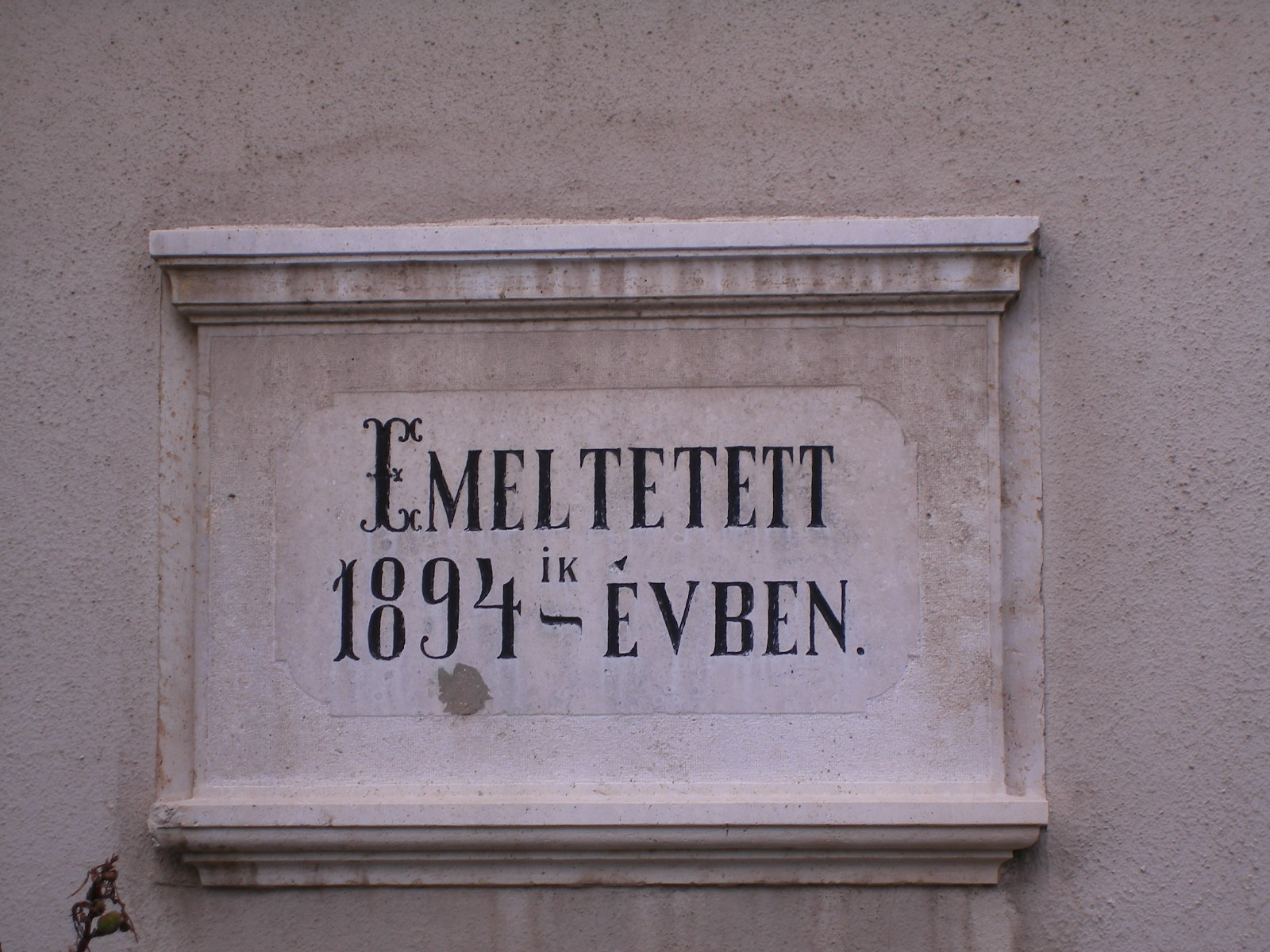
református templom, Almási utca 78.
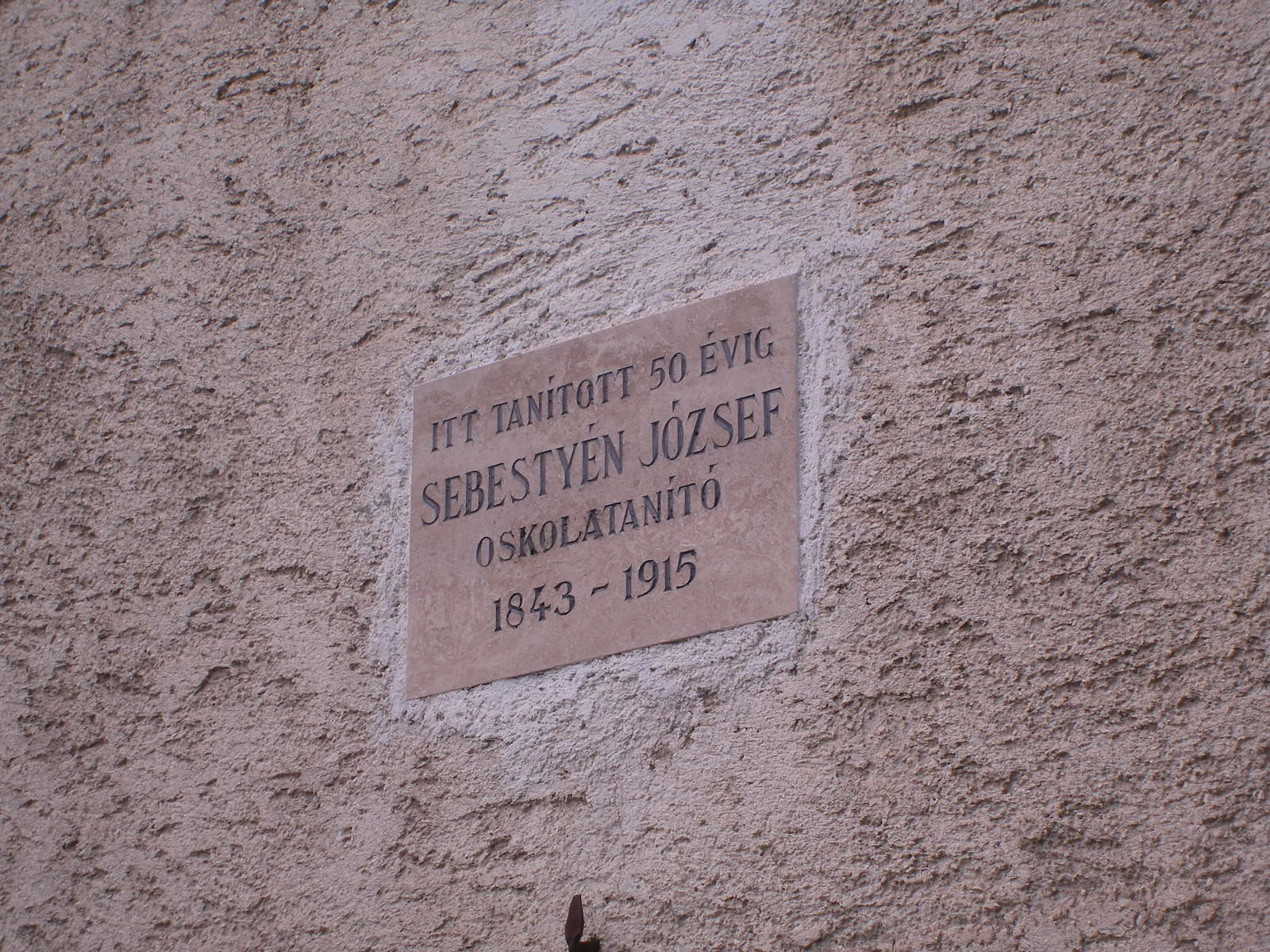
Sebestyén József, ?
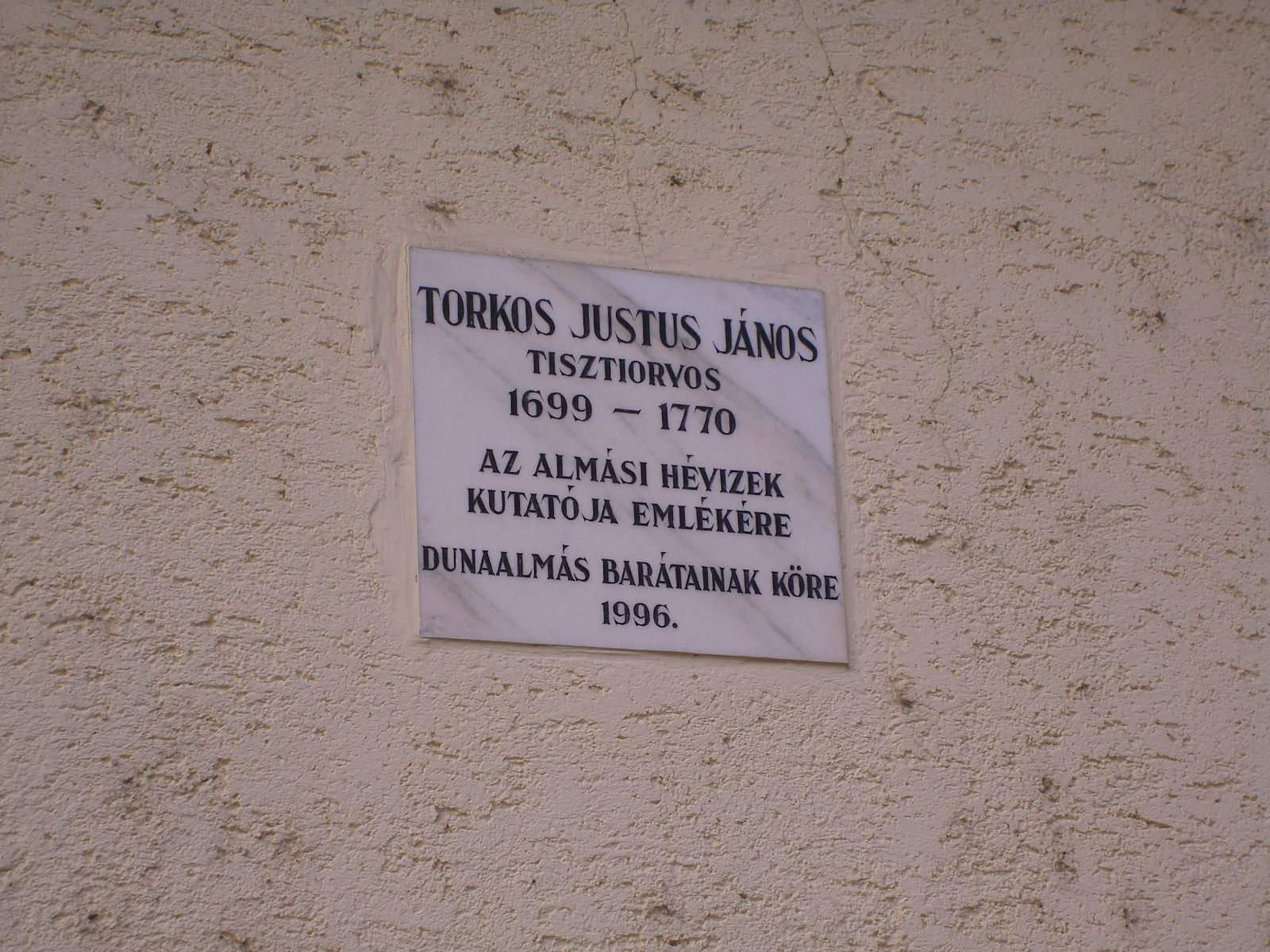
Torkos Justus János, Almási utca 86.

## Utcaindex
| Almási utca (78.) református templom (86.) Lilla; Torkos Justus János (143.) első világháború áldozatai |